# Cemetery
Cemetery är en låt av Silverchair. Låten återfinns på albumet Freak Show från 1997, och finns även på singel. Låten nådde nummer 5 på topplistan i Australien.
Till skillnad från de flesta andra låtarna på albumet är "Cemetery" en ballad. Sångaren Daniel Johns var först rädd att den inte skulle vara bra på grund av att låten var en ballad, till skillnad från grungelåtarna Silverchair brukade vanligtvis göra, men han visade "Cemetery" för de andra medlemmarna i gruppen och de tyckte att det var en bra låt.